# Tratado de La Haya (1720)

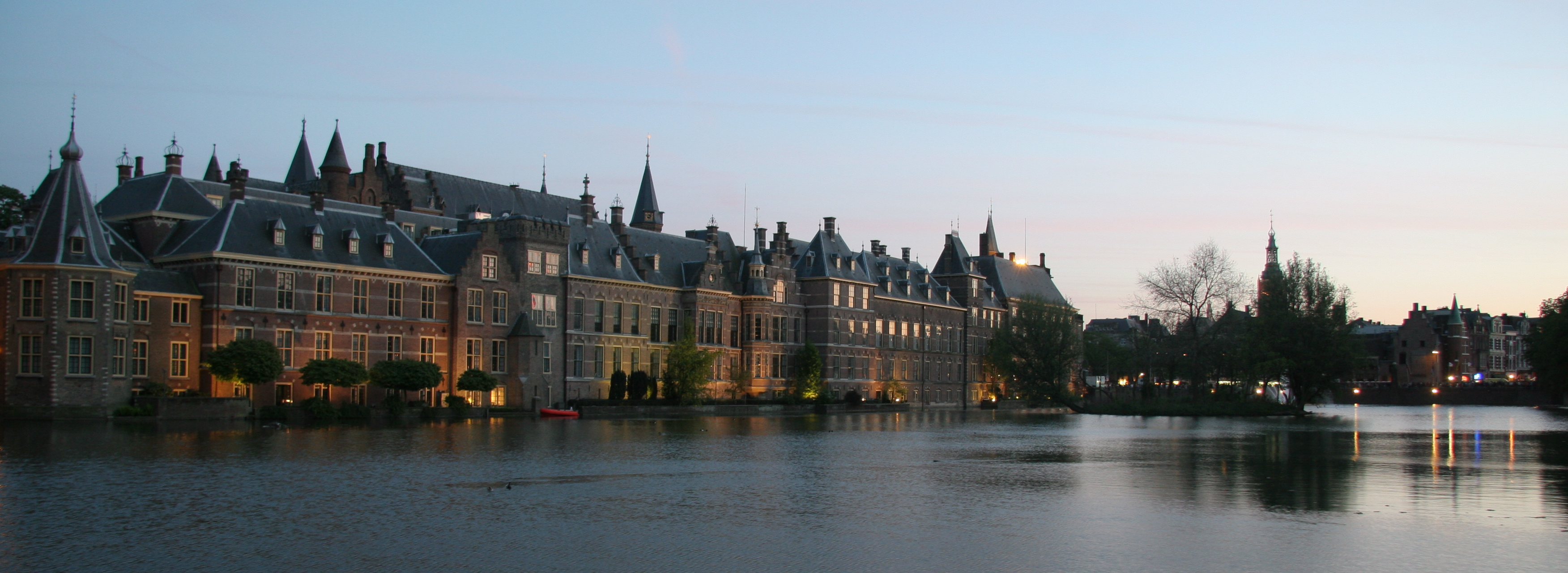
Vista de La Haya.

El Tratado de La Haya fue el tratado rubricado el 17 de febrero de 1720 en La Haya que puso fin a la Guerra de la Cuádruple Alianza, un conflicto que enfrentó a la Monarquía de España con la Cuádruple Alianza, una coalición formada por el Sacro Imperio Romano Germánico, el Reino de Francia, el Reino de Gran Bretaña y las Provincias Unidas.

## Antecedentes
Nada más llegar a la corte de Madrid Isabel de Farnesio, princesa del ducado de Parma y segunda esposa de Felipe V de España, puso al frente del gobierno a un hombre de su confianza, el clérigo parmesano Julio Alberoni quien dirigió la política exterior de la monarquía con la doble finalidad de "revisar" los Tratados de Utrecht en Italia —recuperando para Felipe V los estados de la Monarquía Hispánica que habían pasado al emperador Carlos VI, el antiguo Archiduque Carlos, contrincante de Felipe V en la Guerra de Sucesión Española y al duque de Saboya— y asegurar para el príncipe Carlos, el primer hijo del nuevo matrimonio, la sucesión al ducado de Parma y al ducado de Toscana.
Esta política se concretó en la conquista española de Cerdeña en el julio de 1717 y en la ocupación del reino de Sicilia en agosto del año siguiente Al conocer la invasión de Cerdeña y de Sicilia, el emperador Carlos VI decidió entrar en la Triple Alianza formada en enero de 1717 por las Provincias Unidas, Gran Bretaña y Francia para enfrentarse conjuntamente a Felipe V y obligarle a acatar las resoluciones de Utrecht, dando nacimiento el 2 de agosto de 1718 a la llamada Cuádruple Alianza. Como Felipe V no quiso retirarse ni de Cerdeña ni de Sicilia, condiciones exigidas por la Cuádruple Alianza para entablar negociaciones, ésta le declaró la guerra en diciembre de 1718.

## El tratado
Después del statu quo ante belum guerra de la Cuádruple Alianza, Felipe V se vio afectado tras el desgaste bélico y se vio obligado a cumplir las condiciones del tratado acordado entre la alianza y reino de España el 17 de febrero de 1720 en La Haya.
Allí se formalizó el acuerdo de la Cuádruple Alianza firmado en Londres en agosto de 1718:
- El rey de Sicilia Víctor Amadeo II de Saboya entregó a Carlos VI el reino de Sicilia y este a cambio le cedió el reino de Cerdeña. Asimismo el emperador reconocía el derecho de la Casa de Saboya a la sucesión a la corona de España, en caso de que faltase la descendencia de Felipe V; si esto sucediese, Saboya no podría poseer simultáneamente territorios en España e Italia.
- Felipe V se vio obligado a devolver el reino de Cerdeña al Sacro Imperio Romano, renunciando a sus derechos sobre él, y el reino de Sicilia a la Casa de Saboya.
- Acerca del Gran Ducado de Toscana y el Ducado de Parma y Placencia, sobre los que tenían derechos de sucesión tanto la reina de España Isabel de Farnesio como el emperador Carlos VI, se propuso que serían considerados feudos masculinos del Sacro Imperio Romano, y en caso de que no hubiera descendencia masculina en esta familia, pasarían a la descendencia masculina de la reina de España. Ninguno de estos territorios podría ser en ningún tiempo poseído por el rey de España: si por falta de sucesión del emperador Carlos VI pasaran a la descendencia de los reyes de España, el titular del ducado debería renunciar al trono español.

En resumen, en La Haya Felipe V se vio obligado a firmar la retirada de las tropas de Cerdeña y de Sicilia —que se hizo efectiva dos meses después—, la renuncia a cualquier derecho sobre los antiguos Países Bajos españoles, ahora bajo soberanía del emperador Carlos VI, y a reiterar su renuncia a la Corona de Francia. Lo único que obtuvo Felipe V a cambio fue la promesa de que la sucesión al ducado de Parma, el ducado de Piacenza y el ducado de Toscana recaerían en el príncipe Carlos, el primer hijo que había tenido con Isabel de Farnesio. Para concretar estos acuerdos se convocó el Congreso de Cambrai.